# Anthaenantiopsis
Anthaenantiopsis és un gènere de plantes de la família de les poàcies, ordre de les poals, subclasse de les commelínides, classe de les liliòpsides, divisió dels magnoliofitins.

## Taxonomia
- Anthaenantiopsis fiebrigii Parodi
- Anthaenantiopsis perforata (Nees) Parodi
  - Anthaenantiopsis perforata var. camporum Morrone, Filg. i Zuloaga
  - Anthaenantiopsis perforata var. perforata
- Anthaenantiopsis racemosa Renvoize
- Anthaenantiopsis rojasiana Parodi
- Anthaenantiopsis trachystachya (Nees) Mez ex Pilg.